# Junonia iphita
Espèce
Junonia iphita  est une espèce de papillons trouvée en Asie

## Synonyme
- Precis iphita

## Taxinomie
Liste des sous-espèces
- Junonia iphita iphita en Inde et dans le sud de la Chine.
- Junonia iphita adelaida (Staudinger, 1889)
- Junonia iphita  cebara (Fruhstorfer, 1912)
- Junonia iphita hopfferi (Möschler, 1872)
- Junonia iphita horsfieldi Moore, 1899 ; en Malaisie, dans le sud de la Thaïlande et à Java.
- Junonia iphita pluviatilis (Fruhstorfer, 1900) en Inde,à Ceylan et aux Maldives.
- Junonia iphita tosca (Fruhstorfer, 1900) à Sumatra.
- Junonia iphita viridis (Staudinger, 1889) dans le nord de Bornéo.

## Galerie

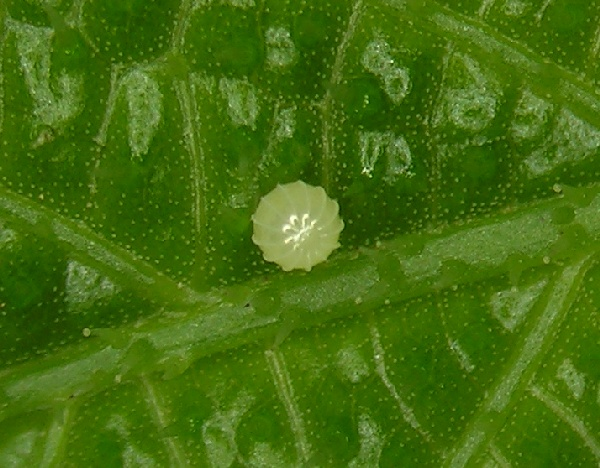
Œuf
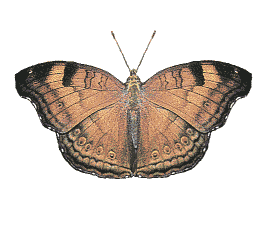
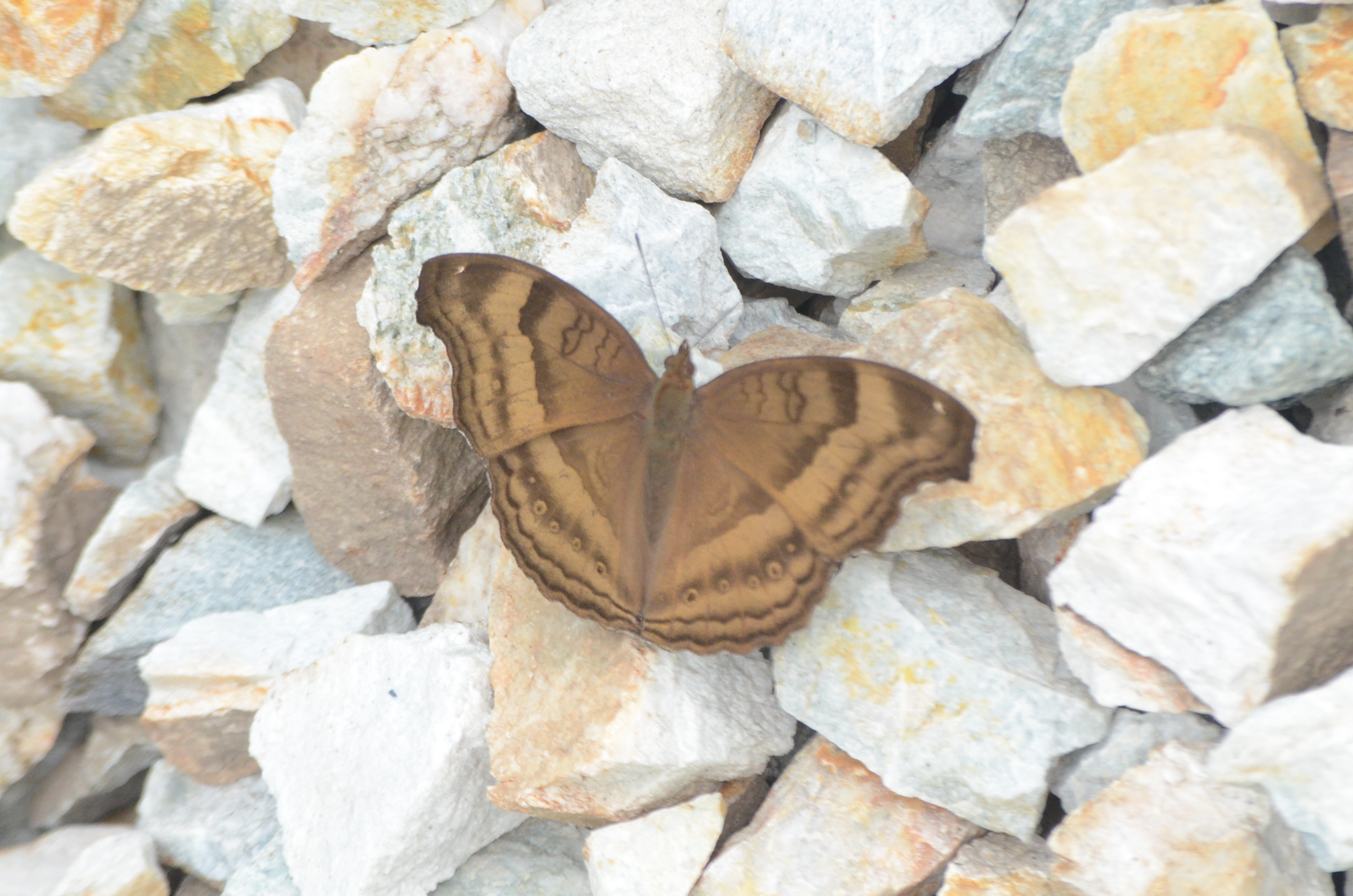